# A Day at the Races Tour
A Day at the Races Tour fu la sesta tournée del gruppo rock britannico Queen, svoltasi nel 1977 e legata alla promozione del loro quinto album, A Day at the Races. Successivo al Summer Gigs 1976, questo tour precedette il News of the World Tour, che si tenne tra il 1977 e il 1978.

## Tour americano

### Date
| Concerti                                                 | Concerti                                        |
| -------------------------------------------------------- | ----------------------------------------------- |
| 13-01-1977 Milwaukee, Stati Uniti d'America              | 10-02-1977 Providence, Stati Uniti d'America    |
| 14-01-1977 Madison, Stati Uniti d'America                | 11-02-1977 Filadelfia, Stati Uniti d'America    |
| 15-01-1977 Columbus, Stati Uniti d'America               | 19-02-1977 Miami, Stati Uniti d'America         |
| 16-01-1977 Indianapolis, Stati Uniti d'America           | 20-02-1977 Lakeland, Stati Uniti d'America      |
| 18-01-1977 Detroit, Stati Uniti d'America                | 21-02-1977 Atlanta, Stati Uniti d'America       |
| 20-01-1977 Saginaw, Stati Uniti d'America                | 22-02-1977 Birmingham, Stati Uniti d'America    |
| 21-01-1977 Louisville, Stati Uniti d'America             | 23-02-1977 Saint Louis, Stati Uniti d'America   |
| 22-01-1977 Kalamazoo, Stati Uniti d'America              | 25-02-1977 Dallas, Stati Uniti d'America        |
| 23-01-1977 Richfield, Stati Uniti d'America              | 26-02-1977 Houston, Stati Uniti d'America       |
| 25-01-1977 Ottawa, Canada                                | 01-03-1977 Phoenix, Stati Uniti d'America       |
| 26-01-1977 Montreal, Canada                              | 02-03-1977 Inglewood, Stati Uniti d'America     |
| 28-01-1977 Chicago, Stati Uniti d'America                | 03-03-1977 Inglewood, Stati Uniti d'America     |
| 30-01-1977 Toledo, Stati Uniti d'America                 | 05-03-1977 San Diego, Stati Uniti d'America     |
| 01-02-1977 Toronto, Canada                               | 06-03-1977 San Francisco, Stati Uniti d'America |
| 03-02-1977 Springfield, Stati Uniti d'America            | 11-03-1977 Vancouver, Canada                    |
| 04-02-1977 College Park, Stati Uniti d'America           | 12-03-1977 Portland, Stati Uniti d'America      |
| 05-02-1977 New York, Stati Uniti d'America               | 13-03-1977 Seattle, Stati Uniti d'America       |
| 06-02-1977 Uniondale, Long Island, Stati Uniti d'America | 16-03-1977 Calgary, Canada                      |
| 08-02-1977 Syracuse, Stati Uniti d'America               | 17-03-1977 Calgary, Canada                      |
| 09-02-1977 Boston, Stati Uniti d'America                 | 18-03-1977 Edmonton, Canada                     |
|                                                          | 21-03-1977 Minneapolis, Stati Uniti d'America   |

### Scaletta principale
1. A Day At The Races intro
2. Tie Your Mother Down
3. Ogre Battle
4. White Queen
5. Somebody to Love
6. Killer Queen
7. The Millionaire Waltz
8. You're My Best Friend
9. Bring Back That Leroy Brown
10. Sweet Lady
11. Brighton Rock
12. '39
13. You Take My Breath Away
14. White Man
15. The Prophet's Song
16. Bohemian Rhapsody
17. Stone Cold Crazy
18. Keep Yourself Alive
19. Liar
20. In The Lap Of The Gods... revisited
21. Now I'm Here
22. Big Spender
23. Jailhouse Rock
24. God Save The Queen

## Tour europeo

### Date
| Concerti                          | Concerti                            |
| --------------------------------- | ----------------------------------- |
| 08.05.1977 Stoccolma, Svezia      | 26.05.1977 Southampton, Regno Unito |
| 10.05.1977 Göteborg, Svezia       | 27.05.1977 Southampton, Regno Unito |
| 12.05.1977 Copenaghen, Danimarca  | 29.05.1977 Stafford, Regno Unito    |
| 13.05.1977 Amburgo, Germania      | 30.05.1977 Glasgow, Regno Unito     |
| 14.05.1977 Francoforte, Germania  | 31.05.1977 Glasgow, Regno Unito     |
| 16.05.1977 Düsseldolf, Germania   | 02.06.1977 Liverpool, Regno Unito   |
| 17.05.1977 Rotterdam, Paesi Bassi | 03.06.1977 Liverpool, Regno Unito   |
| 19.05.1977 Basilea, Svizzera      | 06.06.1977 Londra, Regno Unito      |
| 23.05.1977 Bristol, Regno Unito   | 07.06.1977 Londra, Regno Unito      |
| 24.05.1977 Bristol, Regno Unito   |                                     |

### Scaletta\
1. A Day At The Races intro
2. Tie Your Mother Down
3. Ogre Battle
4. White Queen
5. Somebody To Love
6. Killer Queen
7. Good Old Fashioned Lover Boy
8. The Millionaire Waltz
9. You're My Best Friend
10. Bring Back That Leroy Brown
11. Death On Two Legs
12. Sweet Lady
13. Brighton Rock
14. '39
15. You Take My Breath Away
16. White Man
17. The Prophet's Song
18. Bohemian Rhapsody
19. Stone Cold Crazy
20. Keep Yourself Alive
21. In The Lap Of the Gods... revisited
22. Now I'm Here
23. Liar
24. Jailhouse Rock
25. God Save The Queen